# Vladimir Castellón
Vladimir Castellón Colque (sinh ngày 12 tháng 8 năm 1989 ở Cochabamba) là một tiền đạo bóng đá người Bolivia hiện tại thi đấu cho Nacional Potosí ở Bolivian Primera División.
Castellón là ngôi sao ở năm 2008 khi giúp Aurora có danh hiệu đầu tiên trong lịch sử câu lạc bộ bằng việc ghi 12 bàn. Anh là một tiền đạo có thể lực tốt cho dù bề ngoài không đáng sợ.

## Sự nghiệp quốc tế
Castellón là một phần của U-20 Bolivia tham dự Giải vô địch bóng đá U-20 Nam Mỹ 2009, thi đấu 2 trận. Ngày 14 tháng 10 năm 2014 anh ra mắt với đội tuyển quốc gia dưới huấn luyện viên tạm quyền Mauricio Soria trong trận giao hữu quốc tế trước Chile với tỉ số 2-2 ở Coquimbo.

## Danh hiệu

### Câu lạc bộ
- Aurora
  - Liga de Fútbol Profesional Boliviano: 2008 (C)